# Дєдов Борис Степанович
Борис Степанович Дєдов (21 лютого 1957 , Новгород-Сіверський, Чернігівська область  — 17 травня 2025 , Чернігів ) – український художник; член Спілки художників України з 1993 року. Головний художник проєкту музею-заповідника Панька Куліша «Ганнина Пустинь». Заслужений діяч мистецтв України з 2006 року. Чоловік художниці Тетяни Дєдової.

## Життєпис
1983 року — закінчив Харківський художньо-промисловий інститут (нині — Харківська державна академія дизайну та мистецтв). Викладачі — Б. Косарев, О. Пронін, В. Сидоренко. Факультет: «Інтер'єр і обладнання».
За фахом — художник декоративно-вжиткового мистецтва, проєктант.
1987 Борису Дєдову присвоєно творчу кваліфікацію художника-монументаліста.

### Діяльність

Чернігівський музей сучасного мистецтва «Пласт-Арт» (Чернігів)

Працював директором Музею катастроф на водах (с. Малоріченське, АР Крим).
Директор і засновник галереї сучасного мистецтва «Пласт-Арт» в Чернігові (майже 1000 м², 7 залів). За час свого існування під егідою «Пласт-Арту» було проведено більше 200 виставок як у Чернігові, так і в інших містах України, а також за її межами. В колекції музею зібрано понад 600 художніх творів та представлено понад 80 митців з різних країн світу. «Пласт-Арт» активно співпрацює з центром сучасного мистецтва «SOVIART» (Київ).
Керівник підприємства «Культурно-мистецький арт-центр», яке спеціалізується на проектуванні і створенні об'єктів монументального мистецтва, музеїв, музейних експозицій, а також реставрації пам'яток місцевого і національного значення.

### Створення музейних проєктів

Монумент битви під Крутами меморіалу «Пам'яті героїв Крут»

Головний художник проекту художнього рішення Чернігівського обласного історико-меморіального музею-заповідника П. Куліша «Ганнина Пустинь» (2001–2003, с. Оленівка Ніжинського району Чернігівської області).
Співавтор проєкту (разом з народним художником України А. В. Гайдамакою) та керівник групи виконавців комплексу робіт меморіального комплексу «Пам'яті героїв Крут» (2005, станція Крути Ніжинського району Чернігівської області). Ідею проєкту, за словами Дєдова, можна сформулювати трьома словами: «Студентам від студентів». Це підтверджує червона колона, яка увінчує меморіал, і є точною копією колони на вході у Київський національний університет імені Тараса Шевченка.
Автор проєкту створення музею родини Розумовських у селі Лемеші Чернігівського району Чернігівської області (2007).
Автор створення музею М. М. Миклухо-Маклая в с. Калитянське Козелецького району Чернігівської області (2009).
Автор проєктів і виконавець архітектурно-художнього рішення будівлі Посольства України в Республіці Білорусь (Мінськ, 2002) та експозиції Музею історії та розвитку дипломатичних відносин України при ньому (2004).
Автор проекту реконструкції центрального скверу імені М. Попудренка у Чернігові (2003).
Співавтор (разом з народним художником України А. В. Гайдамакою) проекту і керівник колективу виконавців меморіального комплексу «Пам'яті загиблих на водах», керівник будівництва та художнього оформлення церкви Святителя Миколая Мірлікійського (2004–2007, селище Малоріченське АР Крим).
Автор проєкту і виконавець Музею катастроф на водах у селі Малоріченське, АР Крим (2007–2008 рр.).
Виконавець скульптурної композиції «Третій ангел» і «Чорнобильське дерево» для Музею «Чорнобиль» в Чорнобилі Київської області (автор — народний художник України А. В. Гайдамака, 2011 р.).
Автор реконструкції музею Павла Тичини в селі Піски Ніжинського району Чернігівської області (2011).
Автор проекту музейного комплексу «Могила князя Чорного» у Чернігові (2011).
Автор і керівник групи виконавців музею Олександра Довженка в смт. Сосниця Чернігівської області (2013).
Автор і керівник групи виконавців музею М. М. Миклухо-Маклая в Качі (2013).

## Художні твори

Керамічне панно «Стародавнє місто», 1993 (автор — Борис Дєдов), шамот, глазурі.

- Вітражі — «Святковий», «Птахи» (обидва — 1988, Палац урочистих подій), «У світі казок» (1989);
- Керамічне панно «Стародавній Чернігів» (1990, аеропорт), «Стародавнє місто» (1993, Харківська державна академія дизайну та мистецтв);
- Архітектурно-художнє оформлення Центру народних ремесел[7] (1995, співавтор).

## Художні фестивалі
Борис Дєдов — один із засновників та організаторів фестивалю художнього мистецтва «Перехрестя» (Чернігів).